# 高鶴桃羽
高鶴 桃羽（たかつる ももは、2003年〈平成15年〉5月23日 - ）は、日本のバレリーナ、ファッションモデル、女優、グラビアアイドル、グループアイドル「君と見るそら」のメンバー。プラチナムプロダクション所属。
フランス生まれ、北海道にて育つ。ロシアの名門バレエ学校に留学した経験や、さまざまなコンクールにて受賞した経験を持つ活動歴17年の現役バレリーナであり、バレエと芸能活動を両立している。

## 略歴

### バレリーナとしての海外留学から一転、急遽帰国を経て芸能活動の開始
2003年5月23日にフランス（凱旋門の近く）にて誕生した後、2歳当時に両親の仕事の関係で日本の北海道へ帰国し、同地の実家から保育園へ通うが周囲に馴染めず、心配した母の勧めで通い始めたバレエ教室にて週6日レッスンに夢中となった結果、初舞台に立つ。小学2年生くらいからバレエへの意欲が増して海外留学を考えるようになり、それに有利な中高一貫校へ進学すると5年生当時に初めての留学を経験し、中学生の頃から、ロシア、スイス、ベルギー、チェコ、ウクライナなどの各国へ、1か月ほどの短期留学を繰り返す。
15歳（高校1年生）当時にバレエの公演（NBA全国バレエコンクール）で東京へ来て最終日の東京（原宿）観光中、プラチナムプロダクションにスカウトされる。同事務所には、所属タレントに自身の好きな恋愛リアリティ番組（詳細は後述）への出演経験者が多いことからも興味を持ったが、当時は学校が芸能活動を禁止していたうえ、自身はバレエに集中したかったことから所属するだけに留めていた。
高校卒業後、18歳当時にロシア（ロシア国立ノボシビルスク・バレエ学校）への長期留学が決まった。ロシアでの生活は日本の体育会系とは違う厳しさを感じるなど刺激的で自身の成長につながり、4年間の留学後は現地のバレエ団に就職すると同時に日本のバレエ団でも活動する予定だったが、2022年にはロシアによるウクライナ侵攻の影響で荷物を置いたまま急遽日本に帰国する。日本にいる家族に留学を中断したくないと何度も話し合うが覆せなかった結果からも燃え尽き症候群になっていたところ、バレエ以外で情熱を捧げられるものとして以前のスカウトの件を思い出してプラチナムプロダクションのマネージャーに連絡を取り、上京してバレエ団に所属しながら芸能活動を開始する。同事務所への正式所属後、オーディションへの参加を勧められていた同年8月放送の恋愛リアリティ番組『オオカミちゃんとオオカミくんには騙されない』 (Abema TV) への出演が、本格的な芸能活動の開始となった。
2022年9月3日には、さいたまスーパーアリーナにて開催されたファッションイベント「第35回 マイナビ 東京ガールズコレクション 2022 AUTUMN/WINTER」に『オオカミちゃんとオオカミくんには騙されない』の出演者10人のうち1人として登壇した。同年10月29日には、北海道立総合体育センターにて開催されたファッションイベント「Kuu Presents SAPPORO COLLECTION 2022 AUTUMN/WINTER」にゲストとして登壇した。11月13日には、LINE CUBE SHIBUYAにて開催されたファッションイベント「TGC teen 2022 Tokyo supported by Up-T」にモデルとして登壇した。
2022年12月5日には、カンコー委員会の6期生オーディションの公式アンバサダーに、YouTuberのもかやインフルエンサーの折田涼夏と共同で就任したことが報じられた。
2023年3月30日には、渋谷ヒカリエホールにて開催された体験型ティーンズフェス「超十代 -ULTRA TEENS FES- 2023@TOKYO」にミニワンピース姿で登壇し、口元に指を添えたポージングを披露した。
2023年7月7日には、ホラー映画『ヒッチハイク』（監督：山田雅史）にて大学生の野本茜役を演じ、映画初出演を果たした。同年7月8日には、ヒューマントラストシネマ渋谷にて開催された同映画の公開記念舞台挨拶に山田、平野宏周、大倉空人、中村守里と共に登壇し、去年の七夕に願った映画出演や舞台挨拶が今年に叶って嬉しいとの旨を明かした。

### グラビアアイドルとしても注目、バレリーナゆえのスタイルの活用
2023年9月11日には、男性向け週刊誌『週刊プレイボーイ』同年39・40合併号（集英社）にて巻中16ページの特集が組まれ、初の水着グラビアを披露した。同日発売の1stデジタル写真集『Summer breeze』（同社）共々好評を得た結果、これ以降はグラビアアイドルと称して報じられるようにもなる。
2023年10月13日には、バラエティ番組『佐久間宣行のNOBROCK TV』 (YouTube) に出演し、お笑いコンビのU字工事と番組スタッフによる大喧嘩を止めようと斜め上の行動に出た姿や、その後にドッキリと知らされて涙する姿が好評を得た。同年10月15日には、情報ワイドショー番組『ワイドナショー』（フジテレビ）に、ワイドナティーンとして初登場した。紹介された経歴にスタジオ出演者たちからは驚きの声が挙がったほか、同じく北海道育ちの兼近大樹 (EXIT) にも「住んでる階層が違いすぎて、階段をどれだけ上がってもアナタのもとには辿り着かない」と評された。
2023年11月13日には、青年向け漫画雑誌『週刊ヤングマガジン』同年50号（講談社）の巻中グラビアに初登場し、チューブトップなどの水着姿やLIVE配信時のパジャマ姿のほか、バレエで鍛えたスタイルや長い手脚を活かしたポージングも披露した。同年11月17日には、写真週刊誌『FRIDAY』同年12月1日号（講談社）の巻中グラビアに初登場し、ビキニなどの水着姿や美脚、ポージングを披露した。ポージングは他人には真似できないものだったこともあり、撮影スタッフを驚かせた。
2023年12月4日には、SNSドラマ『洗面所からはじまる、恋なんて。』 (TikTok) に恋愛リアリティ番組の出演者のはづき役として出演した。同年12月5日には、写真週刊誌『FLASH』同年12月19日号（光文社）の巻中グラビアに初登場し、バレエのポージングやセクシーな水着姿のほか、ホテルの一室での下着姿なども披露した。12月7日には、そのオフショットを自身のInstagramにて公開し、現役バレリーナゆえの抜群のスタイルを絶賛された。
2024年1月7日には、超十代のプロデュースによるアイドルグループ「君と見るそら」のメンバーとしても活動を開始することを、自身のInstagramにて報告した。
2024年1月20日には、同年1月27日（26日深夜）より放送開始予定のテレビドラマ『恋は湯けむりの中で』（テレビ神奈川）の記者会見に登壇し、入浴シーンについては温泉に入っては出てヘアメイクを直してまた入ることを繰り返す撮影が1日に詰まっていたとの旨を答えた。1月29日には、週刊誌『週刊現代』同年2月3・10日合併号（講談社）の巻中グラビアを初めて飾り、冬の海でのチューブトップ姿などを披露した。
2024年2月1日には、クイズバラエティ番組『THE突破ファイル』（日本テレビ）内の再現ドラマの一篇「突破ドクターの人体ミステリーファイル」に初出演し、現役バレリーナとしてバレエのさまざまな技法を披露したほか、「ポニーテール症候群」に苦しむ演技を披露した。同年2月2日には、同篇の放送直後に「ポニーテール症候群」がX（旧：Twitter）にてトレンド入りするなどの注目を集めたことが報じられた。
2024年2月5日には、青年向け漫画雑誌『ヤングキングBULL』同年3月号（少年画報社）の巻末グラビアに初登場し、猫耳帽、マフラー、水着の組み合わせを13ページに渡って披露したほか、その未公開ショットの入浴姿も収録したデジタル写真集『ももはのワルツ』（同社）がDMMブックス限定で発売された。同年2月19日には、『週刊プレイボーイ』同年10号の巻中グラビアを初の沖縄ロケで飾り、同誌のサブスクサービス「週プレプラス！」に初登場したほか、そのアザーカットを収録したデジタル写真集『ずっとみててね 〜prologue〜』（集英社）が発売された。また、2月20日にはそのオフショットを自身のInstagramにて公開し、「顔もスタイルも完璧」などと絶賛された。
2024年2月27日には、青年向け漫画雑誌『ヤングチャンピオン』同年6号（秋田書店）の巻中グラビアを初登場で飾り、ピンクのシースルートップス越しの水着姿などを披露した。同年3月5日には、青年向け漫画雑誌『漫画アクション』同年6号（双葉社）の巻中グラビアを初登場で飾り、黒のビキニにニーハイソックス姿などを披露した。
2024年3月28日には、渋谷ヒカリエホールにて開催された「超十代 -ULTRA TEENS FES- 2024@TOKYO」にブラックキャミソール姿で登壇し、デコルテを披露した。同年4月9日には、『FLASH』同年4月23日号の巻中グラビアをビキニ姿で飾り、グラビアの開始当時と比べて表情の作り方やテーマに合わせた表現をできるようになってきたとの旨を明かしたほか、デニムのセットアップ姿ではキレのあるダンスも披露した。
2024年6月3日には、『週刊ヤングマガジン』同年27号の巻中グラビアを21歳になって初の水着姿やランジェリー姿で飾り、以前よりも成長したスリーサイズ（バスト：91、ウエスト：61、ヒップ：89）を公表した。
2024年8月26日には、『週刊プレイボーイ』同年37号の巻中グラビアを水着姿で飾ったほか、そのアザーカットを収録したデジタル写真集『Pure Summer』（集英社）が発売された。また、8月20日に発売された青年向け漫画雑誌『ヤングチャンピオン烈』9号（秋田書店）の巻中グラビアのオフショットを自身のInstagramにて公開し、ビキニやワンショルダーから披露したバストが注目を集めた。

## 人物
- 靴のサイズは24センチメートル[2]。
- 趣味はアニメ・ドラマ・映画鑑賞、DIY、K-POPダンス、スイーツ作りと食べ歩き[1]。特技はバレエ、ヴァイオリン演奏[2][注 11]。数学は苦手である[13]。
- 好きな食べ物はアイス、チョコレート、チーズ[1]。好きな映画は『ハリーポッター』、『グレイテスト・ショーマン』、『マーベル』、『ジブリ』[1]。好きなアニメは『暁のヨナ』、『SPY×FAMILY』、『鬼滅の刃』、『呪術廻戦』など[1]。好きなアーティストはYOASOBI、Perfume、Taylor Swift[1]。好きな有名人は石原さとみ、菜々緒、中村祥子[1][注 12]。好きな色は淡いピンクと水色[1]。
- 動物は飼っていないが、イヌとネコ、レッサーパンダが好きである[1]。
- チャームポイントは真顔でも何故か下がらない口角[1]。
- どの国においても基本的に英語でコミュニケーションを取る感じになるが、フランス語やロシア語も一応話せるほか、韓国好きであることから韓国語も少し話せる[12][13][14]。むしろ、たまに日本語が少し変になっては周りから指摘されるため、日本語が一番難しい言語であるという[12]。
- ロシアでの留学中はカーシャをよく食べていた[8][11]。現地にはティッシュペーパーが無く皆が硬い紙ナプキンで鼻をかんでいることや、トイレットペーパーも硬くトイレに流せないことに驚いた[15]が、『呪術廻戦』など日本のアニメの人気から「センパイ」や「領域展開」といった日本語は知られているという[16]。
- 将来の目標は、モデル・演技・バレエ・アクション・バラエティなど、さまざまな場面で活躍するオールラウンダーのような存在[1]。
- 2023年時点でもバレエ団には所属し続けており[64]、バレエの舞台出演は控えているものの、レッスンは継続している[64]。
- かつては北海道やロシアといった寒い地域で多くの時間を過ごしていたため、2023年9月時点では沖縄県などの温暖な気候下でのグラビア活動を希望していた[8]。5か月後の2024年2月には前述の「週プレ プラス！」による沖縄ロケで叶っており、撮影の際に高揚した姿を披露している[51][65]。同年8月時点では、台湾での撮影を希望している[61]。

## 出演

### テレビ番組
- ワイドナショー（2023年10月15日、フジテレビ） - ワイドナティーン[29][30]
- THE突破ファイル（2024年2月1日、日本テレビ） - 「突破ドクターの人体ミステリーファイル」桃羽 役[45][46]

### ウェブ番組
- オオカミちゃんとオオカミくんには騙されない（2022年8月14日 - 10月30日、Abema TV）[17]
- 佐久間宣行のNOBROCK TV（2023年10月13日、YouTube）[28]

### テレビドラマ
- 初恋の悪魔 第7話（2022年9月3日、日本テレビ） - 高校生 役[66]
- カメラ、はじめてもいいですか? 第1話（2023年7月3日、BS松竹東急） - 高校生 役[67]
- 恋は湯けむりの中で 第7話 - 第9話「コールドムーンの夜に」（2024年3月9日〈8日深夜〉 - 23日〈22日深夜〉、テレビ神奈川）[68][69] - 谷口美月 役[70][71]
- ブラックペアン シーズン2（2024年7月7日 - 、TBS） - 研修医 役[72]
- キャスター 第5話（2025年5月11日、TBS） - 佐野千晶 役[73]

### SNSドラマ
- 洗面所からはじまる、恋なんて。（2023年12月4日 - 12月18日、TikTok） - はづき 役[35]

### 映画
- ヒッチハイク（2023年7月7日） - 野本茜 役[25]
- タイムマシンガール（2025年1月25日） - 山本千鶴 役[74]

### ステージイベント
- 第35回 マイナビ 東京ガールズコレクション 2022 AUTUMN/WINTER（2022年9月3日）[20]
- Kuu Presents SAPPORO COLLECTION 2022 AUTUMN/WINTER（2022年10月29日）[21]
- TGC teen 2022 Tokyo supported by Up-T（2022年11月13日）[22]
- 超十代 -ULTRA TEENS FES- 2023@TOKYO（2023年3月30日）[24]
- 超十代 -ULTRA TEENS FES- 2024@TOKYO（2024年3月28日）[57]

### CM
- カンコー委員会 6期生オーディション 公式アンバサダー[23][75][76]
- ジョイフル恵利 2022年カタログ[77][78]
- イグニス iO（イオ）部[79][80]

### 動画
- Aimer 「Resonantia」MV[81][82]
- Omoinotake 「幸せ」MV[83][84]
- Chupa Chups 「ChupaChupping!」MV[85]
- 日本生命 YouTubeオリジナルショートムービー#12「父がくれた希望」[86]

## 出版

### デジタル写真集
- Summer breeze（2023年9月11日、集英社［週プレ PHOTO BOOK］、撮影：熊谷貫）[6][87]
- 【増量版 全50P】 ヤンマガアザーっす！＜YM2023年50号未公開カット＞（2024年1月5日、講談社［ヤンマガデジタル写真集］、撮影：藤本和典）[88]
- ももはのワルツ（2024年2月5日、少年画報社［デジタルブルグラ］、撮影：U-YA） ※DMMブックス限定[49][50]
- ずっとみててね〜prologue〜（2024年2月19日、集英社［週プレ PHOTO BOOK］、撮影：熊谷貫）[51][89]
- 二十歳のアラベスク（2024年3月18日、講談社［週刊現代デジタル写真集］、撮影：菊地泰久）[90]
- ラブリースワン vol.1･2（2024年3月22日、講談社［FRIDAYデジタル写真集］、撮影：藤本和典）[91][92]
- 誘惑（2024年4月1日、秋田書店［ヤングチャンピオンデジグラ］）[93]
- 極上アルペジオ（2024年5月14日、光文社［FLASHデジタル写真集］、撮影：矢西誠二）[94]
- New Venus（2024年7月2日、双葉社［漫画アクションデジタル写真集］、撮影：Takeo Dec.）[95]
- 【増量版 全50P】 ヤンマガアザーっす！＜YM2024年27号未公開カット＞（2024年7月19日、講談社［ヤンマガデジタル写真集］、撮影：桑島智輝）[96]
- A to Z（2024年8月1日、秋田書店［ヤングチャンピオンデジグラ］）[97]
- Pure Summer（2024年8月26日、集英社［週プレ PHOTO BOOK］、撮影：後野順也）[98]
- Awakening（2025年6月23日、集英社［週プレ PHOTO BOOK］、撮影：熊谷貫）[99]

### カレンダー
- 2025年 カレンダー 壁掛け（2024年11月30日、わくわく製作所）[100][101][102]